# Strada europea E652
La strada europea E652 è una strada europea che collega Klagenfurt a Naklo. Come si evince dalla numerazione, si tratta di una strada di classe B posta nell'area delimitata a nord dalla E60, a sud dalla E70, ad ovest dalla E55 e ad est dalla E65.

## Percorso
La E652 è definita con i seguenti capisaldi di itinerario: "Klagenfurt - Loibl-Pass - Naklo".